# جدواق
جدواق (بالصومالية: Jidwaaq)‏ هي قبيلة صومالية تسكن المنطقة الصومالية في إثيوبيا، وهي جزء من قبيلة الدارود. تسكن القبيلة في المقام الأول في المنطقة الشمالية الشرقية من أوغادين، والمحافظة الشمالية الشرقية في كينيا ومنطقة جوبا لاند في جنوب الصومال. ويمارسون الزراعة مع الرعي والتجارة.
وتتفرع القبيلة إلى فروع منها:
- أبسكول (abiskuul)
- برتري (bartire)
- يبري (yabare)

## شخصيات بارزت
- غراد حرسي
- حواء تاكو، بطلة قومية صومالية